# 撒马利亚
撒马利亚（希伯來語：‎，羅馬化：Šōmrōn；阿拉伯语：‎，羅馬化：as-Sāmirah）是巴勒斯坦地区中部的一个历史地区，名称源自北国以色列首都撒玛利亚，其南至犹地亚，北抵加利利。一世纪的历史学家约瑟夫斯将地中海定为其西界，将约旦河定为其东界。